# Априлци
Априлци (буг. Априлци) су град у Републици Бугарској, у средишњем делу земље, седиште истоимене општине Априлци у оквиру Ловечке области.

## Географија
Положај: Априлци се налазе у средишњем делу Бугарске. Од престонице Софије град је удаљен 185 km источно, а од обласног средишта Ловеча град је удаљен 50 km јужно.
Рељеф: Област Априлаца се налази у области средишње Старе планине. Град се образовао у омањој долини са северне стране највишег врха планине, Ботева, на приближно 550 m надморске висине. Последњих година град постаје стециште планинског туризма.
Клима: Клима у Априлцима је оштра континентална у складу са знатном надморском висином.
Воде: Кроз Априлце протиче речица Видима горњим делом свог тока.

## Историја
Област Априлаца је првобитно била насељена Трачанима, а после њих њом владају стари Рим и Византија. Јужни Словени ово подручје насељавају у 7. веку. Од 9. века до 1373. године област је била у саставу средњовековне Бугарске.
Крајем 14. века област Априлаца је пала под власт Османлија, који владају облашћу 5 векова.
Године 1878. град је постао део савремене бугарске државе. Насеље убрзо постаје средиште окупљања за села у околини, са више јавних установа и трговиштем.

## Становништво
По проценама из 2007. године. Априлци су имали нешто преко 3.000 ст. Огромна већина градског становништва су етнички Бугари. Остатак су махом Роми. Последњих деценија град губи становништво због удаљености од главних токова развоја у земљи.
Претежна вероисповест месног становништва је православна.

## Галерија
- Стара планина изнад Априлаца
- Средиште града
- Нови хотел у Априлцима